# Jens-Uwe Gordon
Jens-Uwe Gordon, né en 1967, est un joueur allemand de basket-ball. Il mesure 2,06 m et évolue au poste d'ailier fort.

## Carrière

### Universitaire
- 1985-1989 : Broncos de Santa Clara (NCAA)

### Clubs
- 1989-1990 :  Hoops de Grand Rapids (CBA)
- 1990-1992 :  Tokyo Kumajei Gumi (BJ-League)
- 1992-1993 :   Horizon de Colombus (CBA)
- 1993-1997 :  GHP Bamberg (Basketball-Bundesliga)
- 1997-1998 :  ASVEL Villeurbanne (Pro A)
- 1998-1998 :  Unicaja Málaga (Liga ACB)
- 1998-1999 :  GHP Bamberg (Basketball-Bundesliga)
- 2000-2002 :  CB Gran Canaria (Liga ACB)
- 2002-2003 :  EWE Baskets Oldenburg (Basketball-Bundesliga)
- 2003-2004 :  Artland Dragons Quakenbruck (Basketball-Bundesliga)
- 2004-2006 :  BG Karlsruhe (Basketball-Bundesliga)